# Emiel Constant Verrees
Emilius Constantius Joannes Maria (Emiel Constant) Verrees (Turnhout, 28 juli 1892 – Turnhout, 8 maart 1968) was een Belgisch muziekpedagoog, componist en beiaardier.
Hij was zoon van Carolus Joanna Maria Verhoeven en musicus Emiel Verrees (Joannes Baptista Emilius Verrees). Broers Auguste Verrees, en Leon Verrees waren eveneens musicus, broer Paul Verrees was kunstschilder en etser, Aloïs Verrees (1881-1967) was pianofabrikant.
Emiel-Contant Verrees kreeg zijn eerste opleiding van zijn vader. Daarna volgde muziekopleiding aan het Koninklijk Vlaams Conservatorium te Antwerpen. Docenten waren Arthur De Hovre, Edward Verheyden, August De Boeck, Willem De Latin, Emile Wambach en na het conservatorium Lodewijk Mortelmans. Hij studeerde af met een reeks eerste prijzen: orgel (1914), contrapunt (1920), fuga (1922) orgel (1914, Joseph Callaertsprijs) en zijn compositie Aria (1925, Albert De Vleeshouwerprijs). Al eerder (1910 en 1911) had hij tijdens beiaardierswedstrijden in Mechelen en Brugge een eerste en tweede prijs in de wacht gesleept. Tijdens de Eerste Wereldoorlog was hij eerste vrijwilliger, vanaf 1916 studeerde hij een periode in Parijs.
Vanaf 1922 was hij directeur van Stedelijke Muziekschool Turnhout (hij volgde zijn vader op), dat onder zijn beheer de status Stedelijke Muziekacademie kreeg. Dit combineerde hij met het leraarschap aan het Antwerps conservatorium in het vak harmonieleer (1928-1955 of 1957). Ernest van der Eyken, Karel Torfs en Maurice Bonnaerens waren leerling van hem. De Algemene muziek encyclopedie constateerde dat hij het muziekleven in en om Turnhout op de kaart zette, net zelden door middel van uitvoeringen van werken van Vlaamse componisten bijvoorbeeld Peter Benoit.
Als componist schreef hij in allerlei genres waaronder orkestwerken (Pastorale suite, Romantisch suite, Zomer-idylle), kindercantate De Merelaan op tekst van Guido Gezelle etc. Voor zover bekend is geen van zijn werken vastgelegd in opnamen, aldus Muziekweb (geraadpleegd 4 april 2024).
- International Standard Name Identifier: 0000 0004 4754 0071
- MusicBrainz: 0f882396-9b4e-48d8-ae91-8daf62e90b17
- Virtual International Authority File: 315213945